# 天定 (徐寿輝)
天定（てんてい）は中国・元末に天完（宋ともいう）政権を樹立し自立した徐寿輝が建てた私年号。1359年旧4月 - 1360年旧閏5月。
実在及びその元年、末年については史書、研究書により異説が多く、定説が固まっていない。「大定 (陳友諒)」の誤認とみなす見解もある。

## 西暦・干支との対照表
| 天定 | 元年   | 2年    |
| 西暦 | 1359年 | 1360年 |
| 干支 | 己亥   | 庚子   |